# Kota Tawaratsumida
Kota Tawaratsumida (japanisch 俵積田 晃太 Tawaratsumida Kota; * 14. Mai 2004 in der Präfektur Kanagawa) ist ein japanischer Fußballspieler.

## Karriere
Kota Tawaratsumida erlernte das Fußballspielen in der Jugendmannschaft des FC Tokyo. Hier unterschrieb er am 1. Februar 2023 seinen ersten Vertrag. Der Verein, der in der Präfektur Tokio beheimatet ist, spielt in der ersten japanischen Liga. Sein Erstligadebüt gab Kota Tawaratsumida am 26. Februar 2023 (2. Spieltag) im Auswärtsspiel gegen Kashiwa Reysol. Bei dem 1:1-Unentschieden wurde er in der 80. Minute für Kōki Tsukagawa eingewechselt.